# Orsans
|  | Per a altres significats, vegeu «Orsans (Aude)». |

Orsans és un municipi al departament del Doubs (regió de Borgonya - Franc Comtat, França). L'any 2007 tenia 153 habitants.

## Demografia

### Població
El 2007 la població de fet d'Orsans era de 153 persones. Hi havia 52 famílies de les quals 16 eren unipersonals (8 homes vivint sols i 8 dones vivint soles), 12 parelles sense fills i 24 parelles amb fills.
La població ha evolucionat segons el següent gràfic:

### Habitatges
El 2007 hi havia 69 habitatges, 55 eren l'habitatge principal de la família, 9 eren segones residències i 5 estaven desocupats. 62 eren cases i 7 eren apartaments. Dels 55 habitatges principals, 48 estaven ocupats pels seus propietaris, 6 estaven llogats i ocupats pels llogaters i 1 estava cedit a títol gratuït; 3 tenien dues cambres, 9 en tenien tres, 6 en tenien quatre i 37 en tenien cinc o més. 49 habitatges disposaven pel capbaix d'una plaça de pàrquing. A 30 habitatges hi havia un automòbil i a 24 n'hi havia dos o més.

### Piràmide de població
La piràmide de població per edats i sexe el 2009 era:
| Homes | Edats   | Dones |
| ----- | ------- | ----- |
| 0     | 95 o +  | 0     |
| 0     | 90 a 94 | 0     |
| 4     | 85 a 89 | 0     |
| 0     | 80 a 84 | 0     |
| 0     | 75 a 79 | 0     |
| 4     | 70 a 74 | 4     |
| 0     | 65 a 69 | 0     |
| 0     | 60 a 64 | 4     |
| 4     | 55 a 59 | 4     |
| 4     | 50 a 54 | 4     |
| 8     | 45 a 49 | 0     |
| 8     | 40 a 44 | 8     |
| 4     | 35 a 39 | 0     |
| 8     | 30 a 34 | 0     |
| 4     | 25 a 29 | 8     |
| 4     | 20 a 24 | 0     |
| 4     | 15 a 19 | 0     |
| 8     | 10 a 14 | 4     |
| 4     | 5 a 9   | 4     |
| 4     | 0 a 4   | 4     |

## Economia
El 2007 la població en edat de treballar era de 101 persones, 78 eren actives i 23 eren inactives. De les 78 persones actives 74 estaven ocupades (45 homes i 29 dones) i 4 estaven aturades (2 homes i 2 dones). De les 23 persones inactives 5 estaven jubilades, 11 estaven estudiant i 7 estaven classificades com a «altres inactius».

### Ingressos
El 2009 a Orsans hi havia 59 unitats fiscals que integraven 155 persones, la mediana anual d'ingressos fiscals per persona era de 16.888 €.

### Activitats econòmiques
Dels 8 establiments que hi havia el 2007, 4 eren d'empreses de construcció, 1 d'una empresa immobiliària i 3 d'empreses de serveis.
Dels 4 establiments de servei als particulars que hi havia el 2009, 3 eren paletes i 1 lampisteria.
L'any 2000 a Orsans hi havia 3 explotacions agrícoles que ocupaven un total de 195 hectàrees.

## Poblacions properes
El següent diagrama mostra les poblacions més properes.